# Lawrence megye (Arkansas)
Lawrence megye az Amerikai Egyesült Államokban, azon belül Arkansas államban található. Megyeszékhelye és legnagyobb városa Walnut Ridge. Lakosainak száma 16 216 fő (2020. április 1.). Lawrence megye Randolph, Jackson, Sharp, Independence, Greene és Craighead megyékkel határos.

## Népesség
A megye népességének változása:
| Lakosok száma | 17 501 | 17 261 | 17 028 | 17 011 | 16 779 | 16 216 |
|               | 2010   | 2011   | 2012   | 2013   | 2015   | 2020   |